# Реч на Газиместан
Сръбският политик Слободан Милошевич държи реч на Газиместан по случай 600-тната годишнина от Косовската битка на 28 юни 1989 година (Видовден по нов стил).
Според някои сведения на събитието присъстват около 200 хиляди сърби от бивша Югославия и целия свят. На юбилейния митинг присъстват и много посланици. В изказването си Милошевич акцентира:
| „ | Ние сме пред битка и в битка. Те не са въоръжени, но това не бива да се изключва. | “ |